# صوفي غيل
صوفي غيل (بالفرنسية: Sophie Gail)‏ هي ملحنة فرنسية، ولدت في 28 أغسطس 1775 في باريس في فرنسا، وتوفي بنفس المكان في 24 يوليو 1819.

## وصلات خارجية
- صوفي غيل على موقع ميوزك برينز (الإنجليزية)
- صوفي غيل على موقع أول ميوزيك (الإنجليزية)
- صوفي غيل على موقع ديسكوغز (الإنجليزية)